# Форке, Вероника
Веро́ника Форке́ Ва́скес-Ви́го (исп. Verónica Forqué Vázquez-Vigo; 1 декабря 1955, Мадрид, Испания — 13 декабря 2021) — испанская актриса

. Четырежды лауреат премии «Гойя»: за лучшую женскую роль в фильме «Кика» (Kika,1993) и в фильме «Весёлая жизнь» (La vida alegre, 1987), а также за лучшую женскую роль второго плана в фильме «Мавры и христиане» (Moros y cristianos, 1987) и в фильме «Год пробуждения» (El año de las luces, 1986).

## Биография
Дочь режиссёра Хосе Марии Форке и писательницы Кармен Васкес Виго, сестра режиссёра Альваро Форке. Внучка композитора Хосе Васкеса Виго.
Изучала драматическое искусство и психологию. Пришла в кинематограф в начале 1970-х годов и работала вместе с отцом, в 80-е годы получила признание как комедийная актриса. Крупный прорыв в карьере Форке обеспечили роли в фильмах Педро Альмодовара. Также работала с такими режиссёрами, как Фернандо Труэба, Фернандо Коломо и Луис Гарсия Берланга. В начале 90-х годов снялась в нескольких комедиях Мануэля Гомеса Перейры.
С 1981 года до развода в 2014 была замужем за режиссёром Мануэлем Иборрой, у них есть дочь.
Скончалась 13 декабря 2021 года в возрасте 66 лет в собственной квартире в Мадриде при невыясненных обстоятельствах, причиной смерти предположительно является самоубийство.

## Фильмография
- 1972: Моя любимая сеньорита / Mi querida señorita
- 1974: Времена становления / Tiempos de constitución
- 1977: Папина война / La guerra de papá
- 1978: Форели / Las Truchas
- 1980: Сияние (дубляж Шелли Дюваль) / El resplandor (doblaje de Shelley Duvall)
- 1984: За что мне это? / ¿Qué he hecho yo para merecer esto?
- 1985: Изменяй неважно с кем / Sé infiel y no mires con quién
- 1986: Матадор / Matador
- 1986: Год пробуждения / El año de las luces
- 1987: Весёлая жизнь / La vida alegre
- 1987: Мавры и христиане / Moros y cristianos
- 1989: Спуститься за покупками / Bajarse al moro
- 1990: Дон Хуан, мой дорогой призрак / Don Juan, mi querido fantasma
- 1991: Коктейль с соусом / Salsa rosa
- 1992: Оркестр «Клуб Виргиния» / Orquesta Club Virginia
- 1993: Кика / Kika
- 1993: Самолюбие / Amor propio
- 1993: Зачем говорят о любви, когда имеют в виду секс? / ¿Por qué lo llaman amor cuando quieren decir sexo?
- 1994: Семь тысяч дней вместе / Siete mil días juntos
- 1997: Над чем смеются женщины? / ¿De qué se ríen las mujeres?
- 1997: Время счастья / El tiempo de la felicidad
- 1999: Пепе Вишня / Pepe Guindo
- 2001: Клара и Елена / Clara y Elena
- 2001: Я люблю тебя, детка / I Love You Baby
- 2001: Без стыда / Sin vergüenza
- 2005: Королевы / Reinas
- 2006: Дурочка / La dama boba (по пьесе Лопе де Веги)
- 2008: Обезумевшие / Enloquecidas
- 2012: Ali
- 2021: В тысяче километров от Рождества / A mil kilómetros de la Navidad